# 健祥会レッドハーツ
健祥会レッドハーツ（けんしょうかいレッドハーツ）は、徳島県吉野川市と徳島市を拠点とする、社会福祉法人健祥会の女子バレーボールチームである。

## 概要
2003年11月に健祥会によって徳島県のスポーツ振興、バレーボールの普及、社会貢献事業の一環として創部された。2004年V1リーグ（現・Vチャレンジリーグ）昇格。V・チャレンジリーグ優勝1回。2011年Vリーグ機構退社。
チーム名『レッドハーツ』とは、健祥会の福祉への取り組み気構え「福祉は心、人は心」より、「心」をチームネームに取り入れ、燃える心で勝利を目指してほしいなどの想いが込められている。
練習場は健祥会の近くにある多目的ホール健祥会パートナーであり、V・チャレンジリーグのホームゲームもそこでよく開催されていた。

## 歴史
2003年11月、健祥会が徳島県に創部。
2004年、第24回地域リーグに参加し、1回目の出場で優勝。V1リーグ（現・Vチャレンジリーグ）出場決定入替戦で2位に入りV1リーグに昇格した。
初参戦となる2004/05シーズンの第7回V1リーグでは1勝しかできず最下位となるもの、入替戦で栗山米菓（後にBefcoビービースターズ）に連勝し残留。2005/06シーズンの第8回V1リーグでは、5位に順位を上げる。2006/07V・チャレンジリーグ（V1リーグより改称）でも5位に入った。
そして、2007/08 V・チャレンジリーグでは、佐々木充監督の下、元Vリーグ（現・Vプレミアリーグ）選手の谷口由美恵、三崎栄子、田巻由貴子、高橋めぐみ、長野友紀を中心としたチーム作りが結実、悲願の初優勝を達成した。V・チャレンジマッチ（入替戦）では日立佐和リヴァーレ（現・日立リヴァーレ）から1セットも奪えず連敗し、V・プレミアリーグ昇格はならなかった。
以降は、思うようには波に乗れず、中位に甘んじた。
2011年6月、Vリーグ代表として、AVCアジアクラブ選手権に出場した。
2012年、2011/12シーズンをもって、Vリーグ機構を退社した。退社理由は、「諸般の事情で、V・チャレンジリーグ出場のために必要なチーム運営体制の維持が難しくなった」としている。以降については、健祥会が、チームをクラブチームとして再編し、地域交流・地域貢献を図りたいとしている。

## 成績

### 主な成績
チャレンジリーグ（実業団リーグ／V1リーグ）
- 優勝1回（2008年）
- 準優勝なし

黒鷲旗全日本選抜大会
- 優勝なし
- 準優勝なし

### 年度別成績
| 大会名              | 大会名          | 順位 | 参加チーム数 | 試合数 | 勝 | 敗 |
| ------------------- | --------------- | ---- | ------------ | ------ | -- | -- |
| V1リーグ            | 第7回 (2004/05) | 8位  | 8チーム      | 14     | 1  | 13 |
| V1リーグ            | 第8回 (2005/06) | 5位  | 8チーム      | 14     | 5  | 9  |
| V・チャレンジリーグ | 2006/07シーズン | 5位  | 8チーム      | 14     | 6  | 8  |
| V・チャレンジリーグ | 2007/08シーズン | 優勝 | 8チーム      | 14     | 12 | 2  |
| V・チャレンジリーグ | 2008/09シーズン | 6位  | 10チーム     | 18     | 8  | 10 |
| V・チャレンジリーグ | 2009/10シーズン | 4位  | 12チーム     | 16     | 9  | 7  |
| V・チャレンジリーグ | 2010/11シーズン | 6位  | 12チーム     | 20     | 10 | 10 |
| V・チャレンジリーグ | 2011/12シーズン | 7位  | 12チーム     | 22     | 11 | 11 |

## 選手・スタッフ
2012年4月のVリーグ機構退社時の選手・スタッフは次の通り。

### 選手
| 背番号 | 名前       | シャツネーム | 国籍 | P  | 備考           |
| ------ | ---------- | ------------ | ---- | -- | -------------- |
| 1      | 谷口由美恵 | TANIGUCHI    | 日本 | WS | 主将・監督兼任 |
| 3      | 巳之口祐美 | MINOKUCHI    | 日本 | WS |                |
| 4      | 津野里織   | RIO          | 日本 | S  |                |
| 5      | 長野仁美   | HITOMI       | 日本 | MB |                |
| 6      | 萩生田弘美 | HAGIUDA      | 日本 | S  |                |
| 7      | 田巻由貴子 | TAMAKI       | 日本 | MB |                |
| 10     | 定別當彩   | AYA          | 日本 | L  |                |
| 11     | 松田直子   | MATSUDA      | 日本 | L  |                |
| 12     | 長野友紀   | NAGANO       | 日本 | WS |                |
| 15     | 滝沢ひとみ | TAKIZAWA     | 日本 | L  |                |

### スタッフ
| 役職       | 名前       | 国籍 |
| ---------- | ---------- | ---- |
| 部長       | 田村修司   | 日本 |
| 副部長     | 岩野匡美   | 日本 |
| 監督兼選手 | 谷口由美恵 | 日本 |
| トレーナー | 大段淳義   | 日本 |

## 在籍していた主な選手
- 内田役子
- 丹山美紗緒
- 服部晃佳
- 大西悠加
- 高橋めぐみ
- 井之口綾香